# Klatrin
Klatrin är ett protein som hjälper till att bilda vesiklar inuti celler och är en viktig funktion för att vesiklarna knoppa av från membranen. Klatrinet bildar en hinna runt vesiklarna från golgiapparaten och cellmembranet för både exo- och endocytos.   
Klatrinet är molekyl och membran-agnostiskt. För att välja ut molekyler att bilda vesiklar kring är proteinet Adaptin är nödvändigt. Adaptin hjälper också klatrinet att fästa vid membranet.  